# Cistercijanski samostan Stična
Cistercijanski samostan Stična, tudi Cistercijanska opatija Stična ali Stiška cisterca je najstarejši samostan na današnjem slovenskem ozemlju in edini cistercijanski, ki še deluje (drugi je bil samostan Kostanjevica na Krki). V sklopu samostana se nahaja Bazilika Žalostne Matere Božje, ki služi tudi kot župnijska cerkev.
Začetki samostana segajo v leto 1132. Samostan je kmalu po ustanovitvi postal pomembno versko, kulturno in gospodarsko središče Kranjske. Bogata samostanska knjižnica je do jožefinskih reform varovala dragocene iluminirane rokopise v latinščini iz 12. in 13. stoletja, ki so nastali v stiškem skriptoriju. V samostanu je leta 1428 nastal za slovensko slovstvo pomemben Stiški rokopis, eden prvih pisnih spomenikov v slovenščini. Skozi stoletja je samostan spreminjal svojo arhitekturno podobo, tako da danes najdemo sledove romanike, gotike in baroka. Vse do danes pa se je ohranilo najstarejše jedro samostana, ki ga tvorita znameniti križni hodnik in redovna cerkev. V času reform Jožefa II. leta 1784 je bil samostan razpuščen. Ponovno so ga obudili cistercijani šele leta 1898. Od takrat dalje samostan ponovno nemoteno deluje.
Samostan ter cerkev sta danes zavarovana kot nepremična spomenika državnega pomena, sam samostan pa predstavlja pomembno versko in kulturno središče.

## Zgodovina

### Ustanovitev samostana
Ustanovitev samostana je neposredno povezana z oglejskim patriarhom Pelegrinom I., ki je v želji po ustanovitvi prvega samostana na ozemlju Kranjske od gospodov Višnjegorskih (to so bili bratje Henrik, Ditrih in Majnham) pridobil zemljo za ustanovitev samostana v kraju imenovanem Sitik, ki je ustrezal cistercijanskim pravilom za lego samostana. Priprave za ustanovitev samostana je pričel že v letu 1132, ko je zasedel svojo stolico v Ogleju. Pred tem namreč na ozemlju Kranjske, ki je spadala v območje Oglejskega patriarhata, ni  bilo še nobenega samostana, medtem ko jih je bilo na Koroškem in Štajerskem že precej. Glede ustanovitve samostana se je Pelegrin I. povezal  s svojim znancem in prijateljem Bernardom iz Clairvauxa, ustanoviteljem novega cistercijanskega reda.
Prvih dvanajst menihov cistercijanov je na Dolenjsko najverjetneje prišlo iz samostanov Ebrach v Frankoniji, Morimond v Franciji ter iz samostana Rein na Štajerskem ter se naselilo v pražupniji v Šentvidu pri Stični od koder so vodili gradnjo samostana. Po redovni tradiciji so se menihi v samostan vselili 8. julija 1135. Ustanovno listino, ki je predstavljala končni pravni akt ustanovitve samostana je Pelegrin I. izdal 24. septembra 1136. Z ustanovno listino je samostan prejel tudi veliko posesti v Stični ob reki Temenici ter na vinorodnem območju Novega mesta. Posest samostana, ki je predstavljala gospodarski temelj njegovega obstoja, se je z darovi Pelegrina I., grofov Višnjegorskih in drugih plemiških družin v prvih letih delovanja še razširila in sicer na določena območja Suhe Krajine, Notranjske ter Zgornje Štajerske, tako obdarovanje pa se je vidneje ustavilo šele v 12. stoletju. V letu 1136 redovna skupnost dobi tudi prvega opata po imenu Vincencij, ki pride iz Francije. Osrednja cerkev Matere Božje je bila dokončana in posvečena 8. julija 1156 na god sv. Kilijana, posvetil pa jo je Pelegrin I. sam.
Glede ustanovitve samostana se je ohranila tudi legenda, ki pravi, da so menihi samostana sprava začeli graditi na drugem kraju, vendar se jim je zidovje vsako noč podrlo, tako da so morali vsak dan začeti na novo. Potem pa so nekega dne v bližini uzrli zelenega ptiča, ki je vztrajno prepeval: Sit hic! Sit hic! (latinsko: Tu naj bo!). Menihi so ga ubogali in na tistem mestu začeli zidati, zidovje pa se ni več porušilo. Kraj je dobil svoje sedanje ime Stična, vztrajni ptič pa mesto v stiškem grbu. Kot stavbnega mojstra se v listinah omenja nek Mihael, pri čemer ni jasno ali je bil glavni zidar ali zgolj eden izmed kamnosekov, ki so sodelovali pri gradnji.
Marca leta 1215 je papež Inocenc III. izdal na prošnjo stiških menihov privilegijsko listino za samostan v kateri je potrdil njihove pravice in posesti ter jim predpisal več določb glede duhovnega in gospodarskega življenja.

### Zgodovina samostana od ustanovitve do razpustitve v letu 1784
Menihi cistercijani so se poleg molitve posvečali tudi delu (po reku Ora et labora), poleg tega pa tudi kulturi (skriptoriji, biblioteka, samostanska šola, glasbena šola), dobrodelnosti (skrb za uboge, zdravilstvo), in gospodarskim dejavnostim (gospodarjenje s podložnimi kmetijami in posestvi). Od 13. stoletja dalje so se posvečali tudi dušnem pastirstvu in pridobivali razne župnije. Prvo župnijo je samostan pridobil v letu 1256 zadnjo pa leta 1668.
Samostan je svoje posesti širil predvsem na račun darovnic pomembnih plemiških družin. Velika večina darovnic je bila povezana z željo, da bi samostan za darovalca po njegovi smrti aniverzarije (obletnice smrti). Tako je v samostanu svoj zadnji počitek našlo veliko članov plemiških družin Višnjegorskih, Auerspergov, Schnitzenpaumerjev, Šumberških, Kozjaških, Sivbenski, Čreteški, Mehovski, Hmeljniški, Žebniški, Gallenberški, Mokronoški, Rauberjev, gospodov s Kravjeka. Svoj grob je v samostanu dobila tudi Virida Milanska, žena avstrijskega vojvode Leopolda III., ki je dolga leta živela v bližnji Pristavi.
O samem redovnem življenju v srednjem veku je v samostanu malo znanega, saj se razen poročil o prekrških niso ohranile druge listine. Med redovnik je samostan sprejemal predvsem člane domačih plemiških družin .
V 13. stoletju so menihi na področju Trške gore sredi vinorodnega območja pozidali dvor Bajof. V 14. stoletju se pojavi stagnacija in upad v redovnem in gospodarskem življenju ter razsipno življenje nekaterih opatov (npr. Albert Lindeški).
V drugi polovici 15. stoletja je samostan doživel vrsto turških napadov, ki so Stično opustošili v letih 1471 in 1475. V tem času številni opatje samostan močno utrdijo z obzidjem, obrambnimi stolpi. Mogočni žitnici dodajo celo stavbo, ki spominja na utrdbo.
Tudi v 16. stoletju je samostan še vedno doživljal krizo, ponoven razcvet pa je doživel v 17. stoletju predvsem zaradi boljšega nadzora v obliki vizitacij. Med letoma 1628 in 1630, je opatija na Starem trgu v Ljubljani zgradila mestni dvorec, ki je danes znan pod imenom Stiški dvorec. Razcvet samostana je trajal vse do njegovega nenadnega razpusta dne 4.oktobra 1784. Avstrijski cesar Jožef II. je s svojimi reformami namreč razpustil večino družbeno nekoristnih samostanov kontemplativnih redov, kamor so spadali tudi cistercijani. Njihovo premoženje je bilo prenešeno na verski sklad (Religionsfond).

### Zgodovina samostana od razpustitve do oživitve v letu 1898
Prostori samostana so služili raznim uradom, tako da so v njem naselili davkarijo in sodnijo, svoja stanovanja so dobili uradniki, mnoge samostanske celice so spremenili v ječe, v trgovino ter tudi v šolo. V letu 1784 se je ustanovila tudi Župnija Stična, ki je po razpustitvi samostana prevzela duhovno oskrbo v teh krajih ter skrb za samostansko cerkev.

### Zgodovina samostana od ponovne oživitve dalje
Samostan je bil ponovno odkupljen s strani cistercijanske opatije Wettingen-Mehrerau ob Bodenskem jezeru v letu 1898, ko je cistercijanski red praznoval 800 let svojega obstoja. Opatija Wettingen-Mehrerau je to častitljivo obletnico želela počastiti z oživitvijo enega izmed opustelih samostanov. Opat Lovrenc Wocher je izbiral med Kostanjevico in Stično in se na koncu odločil za obuditev Stične, ki je imela pomembnejšo zgodovinsko vlogo. Opatija je morala velik del posesti odkupiti od cesarsko-kraljeve vlade na Dunaju, precej pa tudi od posesti plemičev Födrangspergov. Ker so precej zemlje po razpustitvi odkupili tudi posamezniki, popolna restitucija prvotne posesti ni bila mogoča. Stična si je po dolgi in naporni obnovi zares opomogla šele v obdobju med obema vojnama, ko je število menihov zelo naraslo. Tudi gospodarsko se je zelo okrepila, saj so tedaj postavili tudi nov mlin z električno turbino, žago, samostanske hleve ter mlekarno in sirarno.
Med drugo svetovno vojno je bilo samostansko poslopje bombardirano.Po vojni pa je večina menihov odšla v Avstrijo.
V letu 1950 je bil velik del samostanske zemlje nacionaliziran. Prav tako je bil nascionaliziran tudi del zgradb v katerih je svoj prostor dobila osemletka, gimnazija, internat in stanovanja nekaterih profesorjev.
Z nastopom dr. Antona Nadraha za opata leta 1979 se je začel ponoven razcvet samostana. Po denacionalizaciji je z vrnitvijo samostanskih prostorov znotraj obzidja (osemletka in gimnazija se je selila v novo zgrajeno šolo), samostan ponovno prevzel prvotno funkcijo, ki traja še danes.

### Seznam opatov
| Seznam opatov                      | Seznam opatov                                          |
| Ime                                | Obdobje                                                |
| ---------------------------------- | ------------------------------------------------------ |
| Vincencij                          | 1135/36–1150 in 1163–1167/68                           |
| Aldeprand                          | med 1150–1163                                          |
| Folknand                           | 1167/68–1180                                           |
| Bernold                            | 1181–21. februar 1226                                  |
| Konrad                             | okoli 1230–okoli 1250                                  |
| Janez Gall                         | okoli 1250–okoli 1260                                  |
| Ditrik                             | okoli 1260–1266/67                                     |
| Konrad                             | 1266/67–okoli 1280                                     |
| Henrik                             | okoli 1280–1302                                        |
| Rudolf                             | 1303–okoli 1314/15                                     |
| Friderik Limpach                   | okoli 1315–okoli 1321                                  |
| Nikolaj Hmeljniški                 | okoli 1321–okoli 1326                                  |
| Eberhard Planinski                 | okoli 1326–1332                                        |
| Štefan                             | 1332–1333                                              |
| Oton                               | 1333–1335/36                                           |
| Janez                              | 1336–1341                                              |
| Nikolaj                            | 1341–1348                                              |
| Peter                              | 1348/49–1360 in 1365–1366                              |
| Arnold                             | 1360–1365 in 1366–1370                                 |
| Jakob                              | 1370/71–1382                                           |
| Andrej Čreteški                    | 1382–1387/88                                           |
| Albert Lindeški                    | 1388–13. julij 1405                                    |
| Peter Limschak                     | 13. julij 1405–1427/28                                 |
| Lavrencij Forrer                   | 1427/28–1431/32                                        |
| Emerik Perenny                     | 1432–okoli 1441                                        |
| Matej Zaletel                      | 7. februar 1441–10. september 1449                     |
| Gerhard                            | 1449/50–1450                                           |
| Ulrik                              | okoli 1450–1481                                        |
| Ožbalt                             | 1481/82–1487/88                                        |
| Tomaž                              | 1487/88–13. december 1494                              |
| Martin                             | 13. december 1494–1499/1500                            |
| Janez                              | 1499/1500–okoli 1511                                   |
| Tomaž                              | 1511/12–pred 13. marcem 1516                           |
| Urban Gall                         | pred 13. marcem 1516–22. avgust 1523                   |
| Janez Glavič                       | 22. avgust 1523–4. september 1530                      |
| Klemen Gutsold                     | pred 14. novembrom 1530–1533/34                        |
| Janez Cerar                        | 1533/34–1549                                           |
| Wolfgang Neff                      | pred 6. marcem 1549–18. marec 1566                     |
| Janez Zeisel                       | 24. april 1566–21. september 1576                      |
| Jakob Klafferle                    | 31. januar 1577–7. marec 1580                          |
| Lavrencij Zupan                    | 21. april 1580–26. december 1600                       |
| Jakob Reinprecht                   | 14. april 1603–13. januar 1626                         |
| Matej Majerle                      | 21. marec 1626–4. junij 1628                           |
| Janez Anžlovar                     | po 25. juliju in pred 30. avgustom 1628–13. marec 1638 |
| Janez Weinzirl                     | 26. april 1644–2. december 1660                        |
| Maksimilijan Mottoch               | 2. januar 1661–18. januar 1680                         |
| Ludovik baron Raumbschüssel        | 26. maj 1680–5. december 1687                          |
| Anton baron Gallenfels             | 14. februar 1688–12. april 1719                        |
| Aleksander baron Engelshaus        | 28. junij 1719–9. marec 1734                           |
| Viljem Kovačič                     | 25. julij 1734–12. maj 1764                            |
| Frančišek Ksaverij baron Taufferer | 27. september 1764–25. oktober 1784                    |

## Skriptorij
V okviru samostana je med letoma 1175 in 1181 delovala rokopisna delavnica. Do Gutenbergovega izuma tiska (okoli 1450) je bilo še daleč, ročno prepisovanje zapisov (rokopisov in pergamentov) pa je dolgo potekalo skoraj izključno v samostanih. Strokovnjaki ocenjujejo, da je v tem času v Stični nastalo okoli 70 rokopisov. Večina od 32 danes ohranjenih del je v hrambi Narodne in univerzitetne knjižnice v Ljubljani. Preostanek je bil leta 1784, ob razpustitvi samostana, v glavnem prenesen v Dunajsko dvorno knjižnico.

## Stiški rokopisi
Poseben pomen v stiškem samostanu nastalih prepisov je v njihovi odličnosti. V samostanu so nastajali kodeksi, ki so se lahko merili s sočasnimi rokopisi velikih redovnih postojank po tedanji Evropi. Poleg prepisovalcev so namreč pomembno delo opravili tudi mojstri iluminatorji. Ti so izrisali včasih izjemne umetelne inicijalke na začetkih posameznih delov besedila, pa tudi domišljene miniature in razkošne risbe, ki so se po navadi nanašale na vsebino knjige. Ali je po letu 1181, ko je prenehal delovati samostanski skriptorij, delo prepisovanja še vedno potekalo, danes ni mogoče zanesljivo trditi, saj se pričevanja iz tega obdobja niso ohranila. Vendar pa je kasneje prepisovanje spet zaživelo. V prvi polovici 15. stoletja je tu nastal tako imenovani Stiški rokopis. Gre za krajša verska besedila v slovenskem jeziku, ki sta jih v latinsko rokopisno knjigo dopisala neznana meniha. V njej je tudi krajši slovensko-latinski slovarček. Rokopis, ki ga danes prav tako hrani Narodna in univerzitetna knjižnica, sodi med najpomembnejša srednjeveška besedila v slovenščini.

## Ustanove in prireditve povezane s samostanom
V samostanskih stavbah imajo danes svoje sedež tudi Župnija Stična (v starem mlinu), Muzej krščanstva (v stari prelaturi). Nekoč je v njem imela sedež tudi Stiška gimnazija, vsako leto pa se v samostanu odvija tudi prireditev Stična mladih.

### Muzej krščanstva na Slovenskem
V samostanu se nahaja tudi Muzej krščanstva na Slovenskem, ki je državni muzej in osrednja slovenska muzejska ustanova na področju zbiranja, preučevanja in razstavljanja premične sakralne kulturne dediščine. Muzej deluje v prostorih stare prelature v in sledi prek 1700 let staremu verskemu izročilu na območju Slovenije.

### Sitik d.o.o.
Cistercijanska opatija Stična je leta 1992 za potrebe opravljanja svojih gospodarskih dejavnosti ustanovila družbo Sitik d.o.o. in jo prepustila v upravljanje laikom. Družba Sitik d.o.o. tako v okviru svojih dejavnosti vodi čajnico z zeliščno lekarno p. Simona Ašiča. Čajnica in zeliščna lekarna sta zasnovani v cistercijanskem slogu in se nahajata na dveh lokacijah. Ena se nahaja v samostanskem kompleksu, v objektih nekdanje mlekarne, druga pa v Ljubljani. Lekarna nadaljuje tradicijo izdelkov p. Simona Ašiča. Poleg tega se družba Sitik d.o.o. ukvarja tudi s samostansko vrtnarijo, kjer na 4000 m2 vzgoji letno 250.000 sobnih rastlin in nadaljuje tradicijo samostanskega vrtnarstva.

### Festival Stična mladih
Festival Stična mladih je dobil ime po kraju, kjer se odvija. Na njem se vsako leto zbere več kot 7.000 mladih udeležencev. Festival v Stični ni festival mladih samo v smislu, da je program namenjen mladim in so zato med udeleženci predvsem mladi. Stična mladih je festival mladih tudi zato, ker ga mladi sami pripravljajo in vodijo: sami sestavijo program, pripravijo prostor, likovno in glasbeno opremo, vodijo delavnice in drugo.
Stična mladih je tesno povezana tudi s svetovnim dnevom mladih. Geslo Festivala Stična mladih je enako geslu svetovnega dneva mladih, pripravljalna ekipa pa črpa tudi iz poslanice, ki jo mladim za to praznovanje napiše papež. Eden od glavnih namenov Stične je povezovanje mladosti in vere. Festival želi mladim predstaviti pozitivne vrednote, pokazati da se je možno zabavati tudi brez alkohola in drog ter da je krščanska vera nekaj zelo aktualnega. Čeprav ga oblikujejo mladi, ki so kristjani, pa je namenjen vsem mladim Slovenkam in Slovencem, ne glede na versko prepričanje.

### Stiška gimnazija
Srednja šola Josipa Jurčiča je bila ustanovljena leta 1945 kot Mešana nižja nepopolna gimnazija. Pouk se je pričel na različnih lokacijah, leta 1946 pa je gimnazija začela s poukom v stiškem samostanu. 19. junija 1950 se je šola preobrazila v višjo gimnazijo. Po šolski reformi 1958 je Gimnazija Stična obdržala le 4 višje razrede, nižji razredi pa so postali del osnovne šole. Leta 1960 je Izvršni svet LRS sprejel sklep o postopnem ukinjanju Gimnazije Stična, zato v šolskem letu 1960/61 ni bilo vpisa v prvi letnik, ustanovljena je bila Srednja kmetijska šola z 29 dijaki. S 1. junijem 1961 je ustanoviteljske pravice in dolžnosti do gimnazije prevzela Občina Grosuplje. Septembra 1963 je bila gimnazija pogojno verificirana, 23. novembra 1966 pa v celoti. Istega leta je Republiški sekretariat za kulturo SRS ponovno izdal odločbo, da mora gimnazija ukiniti paralelke. Leta 1970 je gimnazija dobila ime po pisatelju Josipu Jurčiču. Ob občinskem prazniku leta 1979 je Gimnazija Josipa Jurčiča dobila najvišje občinsko priznanje - Adamičevo nagrado. Šolski prostori v stavbi samostana so postajali pretesni in neprimerni za sodoben pouk, zato se je občina Grosuplje leta 1980 odločila za gradnjo sodobnega šolskega centra med Ivančno Gorico in Stično. Z uvedbo usmerjenega izobraževanja v šolskem letu 1981/82 se je pouk začel v novem šolskem centru Josipa Jurčiča. Šola je namesto gimnazije pridobila družboslovni program, poleg tega pa najprej še program strojništvo in nato program ekonomski tehnik. Junija 1984 je šolanje zaključila zadnja generacija gimnazijskih maturantov.

## Znane osebnosti
V samostanu sta živela in se izobraževala tudi Jakob Petelin Gallus in Anton Tomaž Linhart. Službo arhdiakona je v Stični opravljal tudi avtor znani kartograf Janez Dizma Florjančič de Grienfeld, ki je bil avtor prvega zemljevida Kranjske.
Eden najbolj znanih patrov v Sloveniji je bil tukajšnji cistercijan, poznavalec zdravilnih rastlin, pater Simon Ašič.

## Galerija
- pogled s severa
- dvorišče
- dvorišče
- refektorij
- križni hodnik